# Michael Waldmann der Ältere
Michael Waldmann der Ältere (* um 1605 in der Nähe von Freiburg im Breisgau; † 25. März 1658 in Innsbruck) war ein österreichischer Barockmaler.

## Leben und Werk

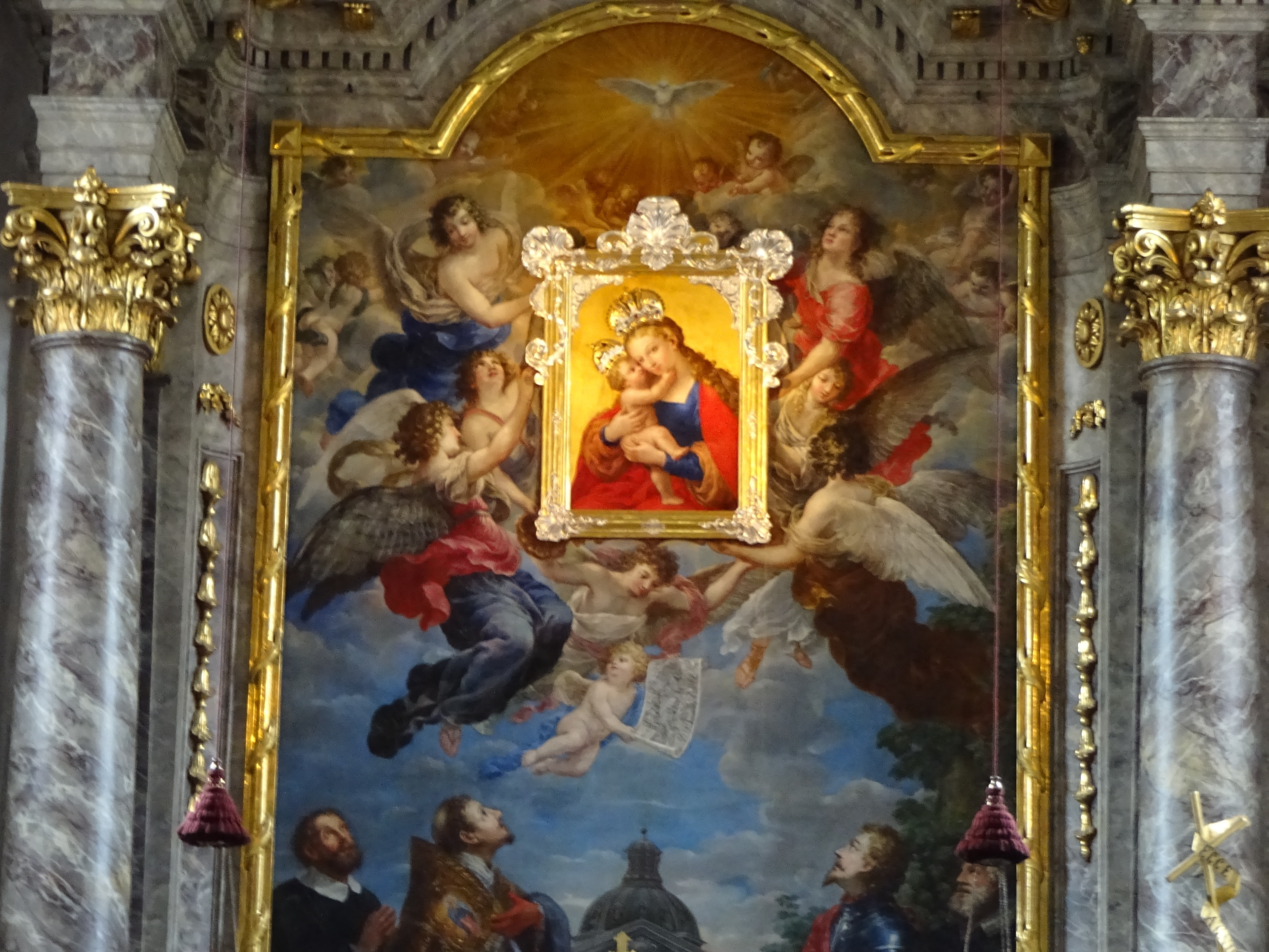
Kopie des Gnadenbildes Mariahilf am Hochaltar der Mariahilfkirche

Michael Waldmann ist seit 1629 in Innsbruck nachweisbar, nachdem er zuvor nach eigenen Angaben über zehn Jahre auf Wanderschaft in Frankreich und Italien war. 1630 erhielt er auf Ansuchen von Erzherzog Leopold V. einen Freibrief und war zunächst als Theatermaler für den Hof tätig. Ab 1645 trug er den Titel Hofmaler.
1654 schuf er eine Kopie des Gnadenbildes Mariahilf für die neu erbaute Mariahilfkirche in Innsbruck. Weitere bekannte Werke sind die Altarbilder der Schlosskapelle Freundsberg, ein Altarblatt für die Siebenkapellenkirche und ein Fresko am Triumphbogen der Servitenkirche (die beiden letzteren nicht erhalten).
Michael Waldmann heiratete am 22. Juni 1632 Maria Magdalena Negri und nach deren Tod am 6. November 1645 Maria Gras, die Tochter des Bildhauers Caspar Gras. Aus beiden Ehen entstammten zwölf Kinder, die zum Teil früh verstarben. Die Söhne Michael (* 1640) und Kaspar (1657–1720) wurden ebenfalls Maler.